# Вревский, Павел Александрович
Барон Павел Александрович Вревский (1809 — 16 августа 1855, Чёрная речка речка) — русский военный деятель, генерал-майор (11.04.1848), генерал-адъютант (11.04.1854), участник покорения Кавказа и Крымской войны (погиб в сражении на Чёрной речке).

## Биография
Родился в 1809 году и был внебрачным сыном князя А. Б. Куракина. Окончил Благородный пансион при Санкт-Петербургском университете (1826), Школу гвардейских подпрапорщиков и кавалерийских юнкеров, из которой выпущен в марте 1828 года прапорщиком в лейб-гвардии Измайловский полк.
Сразу Вревский отправился на театр войны с Турцией 1828-1829 годов. Контуженный в живот под Варной, был эвакуирован в Одессу и в 1830 году вышел в отставку. За мужество при осаде Варны был награждён золотой полусаблей с надписью «За храбрость».
В 1831 году Вревский вернулся на службу, был зачислен в Ольвиопольский уланский полк и с ним участвовал в боях с польскими инсургентами под Прагой, Гроховым, Остроленкой и при взятии Варшавы. По окончании кампании Вревский был назначен адъютантом к начальнику Главного штаба, в 1833 году переведён в лейб-гвардии Гродненский гусарский полк, а в 1834 году отправился на Кавказ, где оставался до 1838 года, участвуя в различных экспедициях и делах с горцами и исполняя различные поручения административного и политического характера. Отличаясь большим личным мужеством, Вревский всегда был впереди войск и своей конно-горской милиции, которой командовал, и во время осенней экспедиции 1836 года в Черноморию под ним была убита лошадь.
В 1838 году Вревский был назначен начальником 1-го отделения канцелярии Военного министерства, в 1841 году произведён в полковники, а 15 августа 1842 года пожалован во флигель-адъютанты; 11 апреля 1848 года произведён в генерал-майоры и оставлен в свите. В том же году был назначен директором канцелярии Военного министерства и 11 апреля 1854 года пожалован званием генерал-адъютанта; 26 ноября 1848 года был награждён орденом Святого Георгия 4-й степени (№ 7937 по списку Григоровича — Степанова).
В 1850 году им была составлена записка «О состоянии русской армии» для австрийского императора Франца Иосифа, за которую он был награждён орденом Железного креста 1-й степени.

### Участие в защите Севастополя
4 июня 1855 года Вревский представил военному министру докладную записку, в которой, обрисовав положение осаждённого Севастополя и союзников, доказывал необходимость нашего перехода в наступление, выражая готовность идти во главе атакующих батальонов. С содержанием этой записки был ознакомлен Александр II, который, согласившись с доводами Вревского, отправил его в Севастополь с поручением, не вмешиваясь в распоряжения главнокомандующего, входить во всё, что касается снаряжения, обмундирования и довольствия армии и нравственно поддерживать князя М. Д. Горчакова в направлении активных действий против неприятеля. Переписка Вревского с тогдашним военным министром, князем В. А. Долгоруковым, напечатана Н. К. Шильдером в «Военном сборнике» за 1903 год. Из неё видно, что он энергично отстаивал и перед Петербургом, и пред князем Горчаковым мысль о переходе в наступление. «Общую атаку для поддержания гарнизона, — писал он, — следует предпочесть гибельной эвакуации без боя, и мы можем ещё рассчитывать на шансы решительного удара, чтобы заставить неприятеля снять осаду. Только прибытие значительных подкреплений к неприятелю ранее ожидаемых нами могло бы мотивировать отсрочку решительного боя, которого наша храбрая армия горячо желает. Севастополь, эта бочка Данаид, которая поглощает столько средств, вместе с тем и ступка, в которой наши превосходные солдаты толкутся каждый день».
Горчаков, однако, полагал «более благоразумным продолжать пассивную защиту до прибытия в Крым ополчений и гренадерских дивизий». Вревский же находил невозможным оставаться до осени в том тяжком положении, которое Севастополь выдерживал уже 10 месяцев. «Это значило бы, — писал он, — истощать свои собственные силы, ибо Севастополь, даже без усиленного бомбардирования и не считая убыли болезнями, поглощает ежедневно до 250 человек». Следствием было настояние из Петербурга о наступлении, приведшем к неудачному для русской армии бою на Чёрной речке 16 августа.
Князь Горчаков сам находился на поле сражения, под огнём. Вревский был в его свите, под ним ядром убило лошадь, другое контузило его в голову. Горчаков убеждал его уехать с поля битвы. Вревский отказался. Третье ядро пролетело так близко над головой Вревского, что сорвало с него фуражку, следующее смертельно ранило его в голову. Через несколько минут он скончался, заплатив жизнью за свою веру в успех наступления.

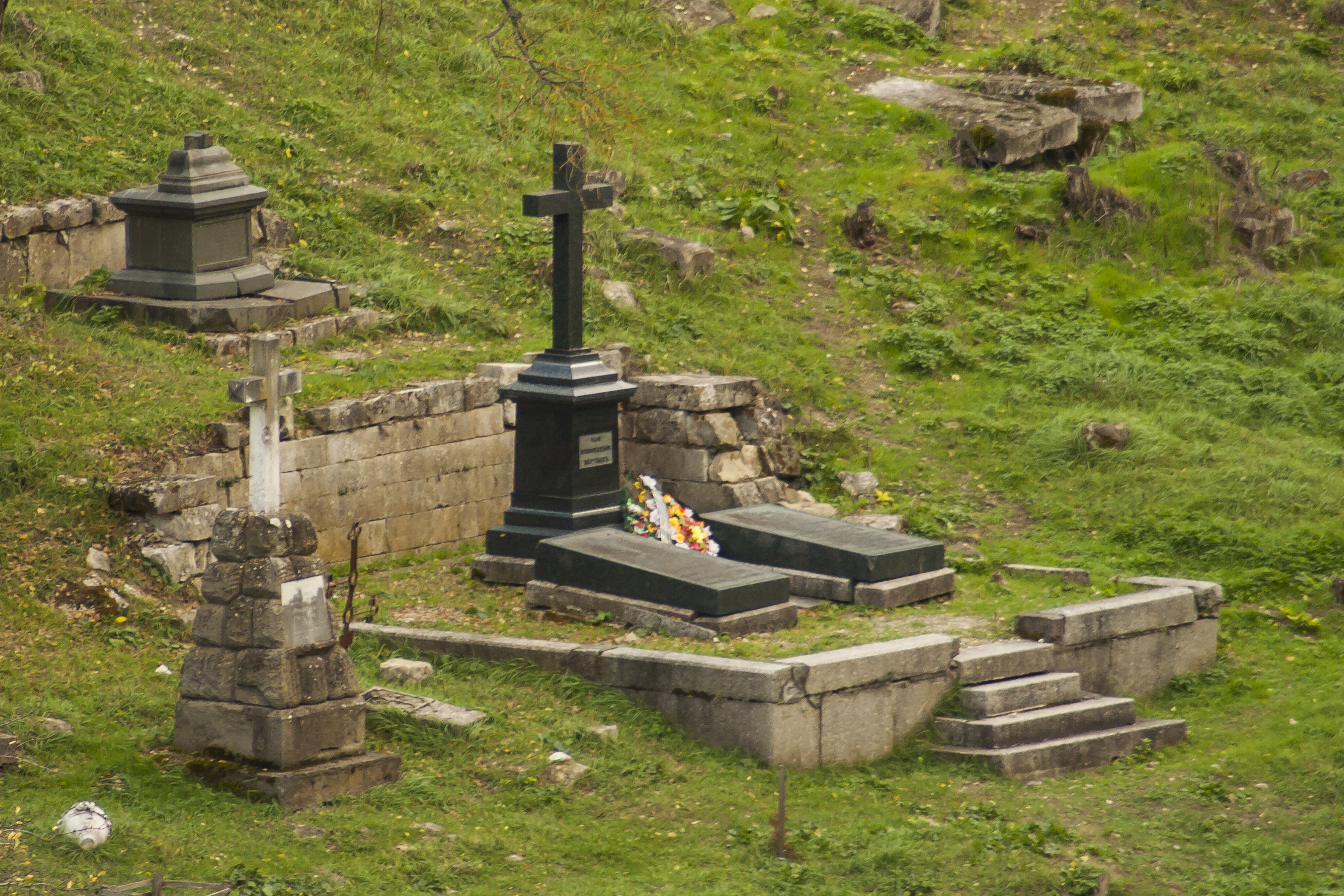
Могила Вревского и его жены в балке Марьям-Дере

В сатирическом стихотворении Л. Н. Толстого «Как четвёртого числа нас нелёгкая несла», впоследствии песни эти события изложены так:
Как четвёртого числа

Нас нелёгкая несла

Горы занимать.

Барон Вревский-енерал

К Горчакову приставал,

Когда подшофе:

«Князь, возьми ты эти горы,

Не входи со мной ты в споры, —

Право, донесу».

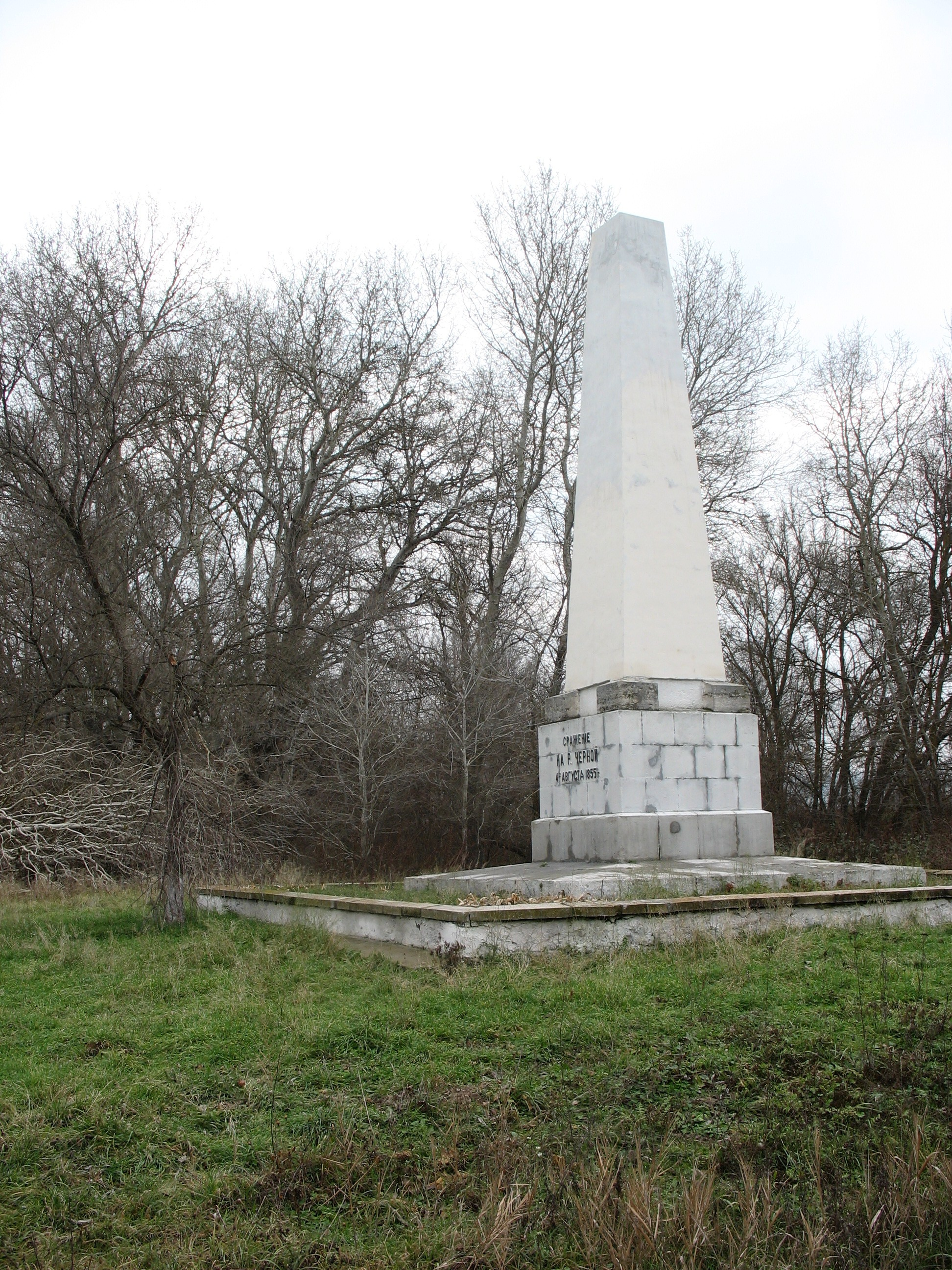
Памятник Чернореченской битве. Надпись "Убиты: генералы Реад, барон Вревский, Веймарн, 66 офицеров, 2237 нижних чина"

Был погребён в Свято-Успенском монастыре близ Бахчисарая.
Впоследствии Высочайше утверждённый комитет по восстановлению памятников обороны Севастополя 1854—1855 гг. принял решение «у Чёрной речки поставить общий памятник на месте смерти убитых там генералов Реада, Вревского и Веймарна». Памятник был сооружён на месте сражения в 1905 году.

## Награды
Российские:
- Золотая полусабля с надписью «За храбрость» (06.12.1828)
- Знак отличия за военное достоинство 4-й степени (1831)
- Орден Святой Анны 3-й степени с бантом (19.05.1832)
- Орден Святого Владимира 4-й степени с бантом за отличие в боях с мятежными горцами (21.04.1836)
- Орден Святого Станислава 2-й степени (03.04.1838)
- Бриллиантовый перстень (1839)
- Орден Святой Анны 2-й степени (14.04.1840),
- Орден Святого Владимира 3-й степени (15.04.1845)
- Перстень с вензелем Его Императорского Величества (1847)
- Орден Святого Георгия 4-й степени за 25 лет выслуги в офицерских чинах (26.11.1848)
- Орден Святого Станислава 1-й степени (01.05.1849)
- Орден Святой Анны 1-й степени (06.12.1850)
- Знак отличия беспорочной службы за XX лет (1851)
- Орден Святого Владимира 2-й степени (06.12.1852)
- Табакерка с вензелем Его Императорского Величества (1854)

Иностранные:
- Шведский орден Меча 3-й степени, украшенный алмазами (1844)
- Австрийский орден Железной короны 1-й степени (1850)

## Семья
П. А. Вревский был женат дважды:

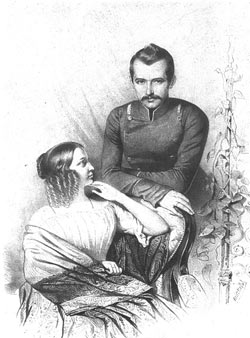
Павел Вревский с первой женой

1. жена с 5 июля 1844 года Мария Сергеевна Ланская (01.07.1819[2]—04.03.1845[3]), фрейлина двора, дочь Сергея Степановича Ланского от брака с княжной Варварой Ивановной Одоевской. По словам современника, была премиленькой блондинкой с голубыми глазами, стройного роста, грациозная и неустрашимая наездница. В 1840 году в неё влюбился барон Вревский, и она была неравнодушна к нему. Но против их брака была мать и сестра невесты из-за незаконнорождённого происхождения жениха. Только четыре года спустя, влюбленные достигли желаемого. Свадьба состоялась в имении Ланских Варине, куда съехались все родные и близкие знакомые. Молодых обвенчали утром в сельской церкви, а после свадебного стола было сыграно две пьесы[4]. Но брак был недолгим, в марте 1845 года Мария Сергеевна умерла от простуды. М. Д. Бутурлин сообщал в письме М. П. Погодину: «Были отчаянно больны в Петербурге (и затем обе вскоре померли) Варвара Ивановна Ланская (от рака) и её дочь, баронесса Мария Сергеевна Вревская, жившие в одном доме, но в разных этажах»[5]. Похоронена в Петербурге на Смоленском православном кладбище.
  - Сергей Павлович (27.12.1844[6]—1846), крещен 24 января 1845 года в Иссакиевском соборе, крестник деда и бабушки Ланских, похоронен вместе с матерью.
2. жена Анастасия Сергеевна Храповицкая, ур. Щербатова (1812—1889), вдова генерала М. Е. Храповицкого (1784—1847); дочь действительного тайного советника князя Сергея Григорьевича Щербатова (1779—1855) и Анны Михайловны, урождённой Хилковой (ум. 1868)[7]. Брак был бездетным. Ей принадлежал дом № 30 по Большой Морской улице, перестройку которого в 1850-х годах осуществил архитектор П. И. Таманский. Умерла в слободе Терны Лебединского уезда Харьковской губернии. Похоронена рядом с мужем в Свято-Успенском монастыре в Бахчисарае в балке Мариам-Дере.